# 費里尼奧冰流
費里尼奧冰流（英語：Ferrigno Ice Stream），是南極洲的冰流，位於埃爾斯沃思地，全長超過28公里，最終在維爾特半島西南面注入埃爾塔寧灣，由美國南極名稱諮詢委員命名，現時由南極條約體系管理。